# Egidius Arend von Beneckendorff
Egidius Arend von Beneckendorff (* 1686 in der Neumark; † nach 1735) war ein preußischer Oberstleutnant und erster Chef des Vorläufers des späteren Leibhusaren-Regiments sowie Erbherr auf Helpe im Landkreis Arnswalde.
Seine Eltern waren Egidius von Beneckendorff und Cordula Vigilanria von Wedell aus dem Haus Sassenburg. Er hatte zwei weitere Brüder: Hans Friedrich war in Ungarn gefallen, Franz Heinrich vor Stralsund.
Beneckendorff wurde im März 1710 Leutnant im Regiment „Wartensleben“. Am 8. Oktober 1730 wurde er zum Rittmeister und Kommandeur des Berlinschen Husaren-Korps ernannt, dem späteren Altpreußischen Husarenregiment H 2, das als Leibhusaren-Regiment unter seinem späteren Chef Hans Joachim von Zieten besondere Popularität gewinnen sollte. 1733 wurde Beneckendorff zum Major befördert und nahm 1735 seinen Abschied als Oberstleutnant.
Der spätere Chef der Obersten Heeresleitung und noch spätere Reichspräsident Paul von Beneckendorff und von Hindenburg ist der bekannteste Vertreter seiner Familie.